# Comuna Cecelivka, Haisîn
Cecelivka (în ucraineană Чечелівка) este o comună în raionul Haisîn, regiunea Vinnița, Ucraina, formată din satele Tarasivka, Rahnivka și Cecelivka (reședința).

## Demografie
Componența lingvistică a satului Cecelivka
     Ucraineană (97,42%)
     Rusă (1,97%)
     Alte limbi (0,19%)
Conform recensământului din 2001, majoritatea populației satului Cecelivka era vorbitoare de ucraineană (97,42%), existând în minoritate și vorbitori de rusă (1,97%).